# Through Fire and Water
Through Fire and Water es una película muda británica de 1923, dirigida por Thomas Bentley. El guion se basa en la novela homónima de Victor Bridges.

## Reparto
- Clive Brook: John Dryden
- Flora le Breton: Christine de Rhoda
- Lawford Davidson: Dr. Manning
- Jerrold Robertshaw: Jennaway
- M. A. Wetherell: Craill
- Teddy Arundell: Bascomb
- Esme Hubbard: Mrs. Craill
- Ian Wilson: Jimmy

## Otros créditos
- Color: Blanco y negro
- Sonido: Muda